# 帕特里克·伯罗斯
帕特里克·伯罗斯（英語：Patrick Burrows，1959年11月5日—），加拿大男子曲棍球运动员。他曾代表加拿大参加1983年和1987年泛美运动会曲棍球比赛，获得一枚金牌。他也曾参加1984年和1988年夏季奥运会。